# Distretto di Beni Aziz
Il distretto di Beni Aziz è un distretto della provincia di Sétif, in Algeria.

## Comuni
Il distretto di Béni Aziz comprende 3 comuni:
- Beni Aziz
- Aïn Sebt
- Maaouia